# Thomas Chaundler
Thomas Chaundler, angleški dramatik, ilustrator in pedagog, * 1418, † 1490.
Med letoma 1463 in 1467 je bil podkancler Univerze v Oxfordu.